# مکنالوا (هاوایی)
مکنالوا (به انگلیسی: Makanalua) یک منطقهٔ مسکونی در ایالات متحده آمریکا است که در شهرستان کالاوائو، هاوایی واقع شده‌است. مکنالوا ۳۹٫۰۱ متر بالاتر از سطح دریا واقع شده‌است.